# Poa himalayana
Poa himalayana är en gräsart som beskrevs av Christian Gottfried Daniel Nees von Esenbeck och Ernst Gottlieb von Steudel. Poa himalayana ingår i släktet gröen, och familjen gräs. Inga underarter finns listade i Catalogue of Life.